# Brug 294
Brug 294 was een brug over het Open Havenfront in Amsterdam, net voorbij het Centraal Station. De brug lag in de Oosterdoksdam, deze verbond de Prins Hendrikkade met het Oosterdokseiland ter hoogte van het voormalige Hoofdpostkantoor.
Na de herinrichting van het Oosterdokseiland is een deel van de verkeersfunctie overgenomen door de verder westelijk gelegen Odebrug. Uit esthetisch oogpunt heeft de gemeente ervoor gekozen de Oosterdoksdam af te graven, als deel daarvan is ook de brug gesloopt.